# Centre médical de Herzliya
 (août 2018).
Pour les articles homonymes, voir HMC.
Le centre médical de Herzliya (hébreu : הרצליה מדיקל סנטר ; anglais : Herzliya Medical Center), est un hôpital privé multidisciplinaire situé à Herzliya sur la côte méditerranéenne, à 5 km au nord de Tel Aviv. Cet hôpital privé d’Israël (40 % appartient à la caisse d’assurance Clalit) a été créé en 1983.

## Historique
L'hôpital a été fondée en 1983 par un groupe d'investisseurs sud-africains. À une époque ou les médecins israéliens travaillent de leur résidence privé ou celui d'un proche, l'hôpital était calqué sur le modèle sud-africain, où les médecins travaillaient dans des centres hébergeant des cabinets et des installations chirurgicales.
En 1999, l'hôpital est choisi comme établissement de soins de référence en Israël par les Nations Unies et la FNUOD.
En 2001, il crée un département de tourisme médical et un département international. En 2013, le ministère de la Santé israélien donne, après une inspection sanitaire, une note maximale à l'hôpital.